# Agriphila
Agriphila is een geslacht van vlinders van de familie grasmotten (Crambidae), uit de onderfamilie Crambinae.

## Soorten
- A. aeneociliella (Eversmann, 1844)
- A. amseli Ganev & Hacker, 1984
- A. anceps Grote, 1880
- A. angulatus Barnes & McDunnough, 1918
- A. argentistrigellus (Ragonot, 1888)
- A. atlanticus (Wollaston, 1858)
- A. attenuatus Grote, 1880
- A. beieri Błeszyński, 1953
- A. biarmicus (Tengstrom, 1865)
- A. biothanatalis Hulst, 1886
- A. bleszynskiella Amsel, 1961
- A. brioniellus (Zerny, 1914)
- A. cernyi Ganev, 1985
- A. costilpartella Dyar, 1921
- A. cyrenaicellus (Ragonot, 1887)
- A. dalmatinellus (Hampson, 1900)
- A. deliella

Zwartstreepgrasmot (Hübner, 1813)
- A. ericellus Barnes & McDunnough, 1918
- A. geniculea

Gepijlde grasmot (Haworth, 1811)
- A. geniculeusa Haworth, 1811
- A. hungaricus (A. Schmidt, 1909)
- A. hymalayensis Ganev, 1984
- A. impurellus Hampson, 1895
- A. indivisellus (Turati & Zanon, 1922)
- A. inquinatella

Moerasgrasmot (Denis & Schiffermüller, 1775)
- A. latistria

Witlijngrasmot Haworth, 1811
- A. latistriusa Haworth, 1811
- A. microselasella Bleszynski, 1959

- A. paleatellus (Zeller, 1847)
- A. plumbifimbriellus Dyar, 1904
- A. poliellus (Treitschke, 1832)
- A. reisseri Bleszynski, 1965
- A. ruricolellus Zeller, 1863
- A. sakeyehamanus Matsumura, 1925
- A. satakei Okano, 1962
- A. selasella

Smalle witlijngrasmot (Hübner, 1813)
- A. straminella

Blauwooggrasmot (Denis & Schiffermüller, 1775)
- A. tersellus (Lederer, 1855)
- A. tolli (Błeszyński, 1952)
- A. trabeatellus (Herrich-Schäffer, 1848)
- A. tristella

Variabele grasmot Denis & Schiffermüller, 1775
- A. tristellus [Denis & Schiffermüller], 1775
- A. undatus Grote
- A. vulgivagellus Clemens, 1861